# Shikigami

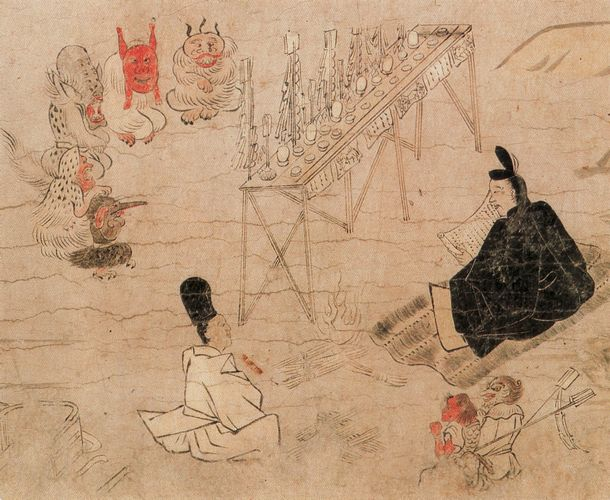
Abe no Seimei y sus shikigami (esquina inferior derecha) ante una asamblea de espíritus mayores.

Shikigami (式神Shikigami'?) es el término utilizado para los espíritus invocados por un onmyoji o un hechicero japonés. Los shikigami se utilizan para proteger y servir a su amo, al igual que el concepto occidental de espíritu familiar de un mago. Hay muchos tipos de shikigami descritos en leyendas, siendo el tipo más común el de recortes de papel encantados que puede producir la ilusión de otro objeto de la vida real.

## Descripción
Se dice que los shikigami son invisibles durante la mayoría del tiempo, aunque pueden ser hechos visibles vinculándolos a pequeños muñecos de papel. También pueden mostrarse como animales, especialmente pájaros. Los shikigami deben ser conjurados mediante una compleja ceremonia y su poder está conectado con la fuerza espiritual de su amo. Si el invocador tiene suficiente control y experiencia, sus shikigami pueden poseer a animales e incluso a personas y manipularles de esta manera; pero si el invocador es descuidado, los shikigami podrían escapar de su control y ganarían voluntad y consciencia propias, y atacarían al onmyoji en venganza por haberles invocado. Usualmente, los shikigami son invocados para realizar tareas demasiado arriesgadas para sus amos, como espiar, robar y rastrear a enemigos.

## En la cultura popular
- En Teito Monogatari, probablemente la primera obra de ficción moderna en popularizar el concepto de los shikigamis, éstos son descritos y mostrados en sus adaptaciones como hojas de papel con el símbolo de la estrella de cinco puntas o Seiman, y son capaces de adoptar diversas formas, típicamente pequeños demonios negros o masas de oscuridad sin forma dotadas de ojos y bocas humanas.
- En Touhou Project Yukari Yakumo posee una shikigami llamada Ran Yakumo. A su vez Ran tiene su propia shikigami, de nombre Chen.
- En Inuyasha Kanketsu-Hen Kikyo tiene a su disposición dos shikigamis que le sirven para diversas tareas, como la de cuidar de Kohaku que fue su última tarea antes de ser destruidos por Byakuya.
- En el manga de Rosario + Vampire un miembro de Antítesis puede invocar un tipo de shikigami que tienen un ojo mientras que otro shikigami proyecta la imagen del primero está viendo en tiempo real.
- En el RPG Tales of Symphonia existe un shikigami que es invocado por Sheena Fujibayashi en su primer encuentro. En el OVA de Tales of Symphonia invoca a un shikigami para causar una ráfaga de viento y llegar a un rancho humano cerca de Luin, Sylvarant.
- En Tokio Ravens se hace referencia también a los shikigamis con los personajes a Natsume y Harutora. Cuando Natsume le han robado sus poderes y se concentra en el templo para recuperarlos , Harutora se ofrece para ser su Shikigami.
- En el anime "Naruto shippuden" Konan, un miembro de Akatsuki utiliza los shikigami en una lanza (un devastador ataque llamado "Shikigami no mai" en Español "Danza Shikigami") y en varios jutsus más, como otro en el que se crea unas alas de papel.
- En el viaje de Chihiro son utilizados por Zeniba para atacar a Haku.
- En 11 eyes los "Onmyouji u oráculos" usan la magia para luchar y controlar a los oni "Shikigami".
- En el anime "sousei no onmyouji" aparecen los shikigamis como guardianes de sus creadores, un claro ejemplo es el shikigami gato-zorro kinako, que puede poseer objetos y transformarse en un talismán para estar siempre al lado de su creadora, "Benio Adashino".
- En el RPG Persona 5 de la saga Megami Tensei, hay una criatura llamada "Shiki-Ouji" basada en el concepto de shikigami.
- En el manga y anime Ghost Sweeper Mikami, Meiko Rokudo tiene bajo su control a doce shikigamis que suelen ocultarse dentro de su sombra, y salen a hacer estragos cada vez que ella se asusta o rompe a llorar.
- En el anime y manga de "Jujutsu Kaisen" Megumi fushiguro tiene en su poder una técnica maldita conocida como "Técnica de Sombras de Diez Tipos" en donde se usa las sombras para crear shikigamis.